# Badyáník pravý

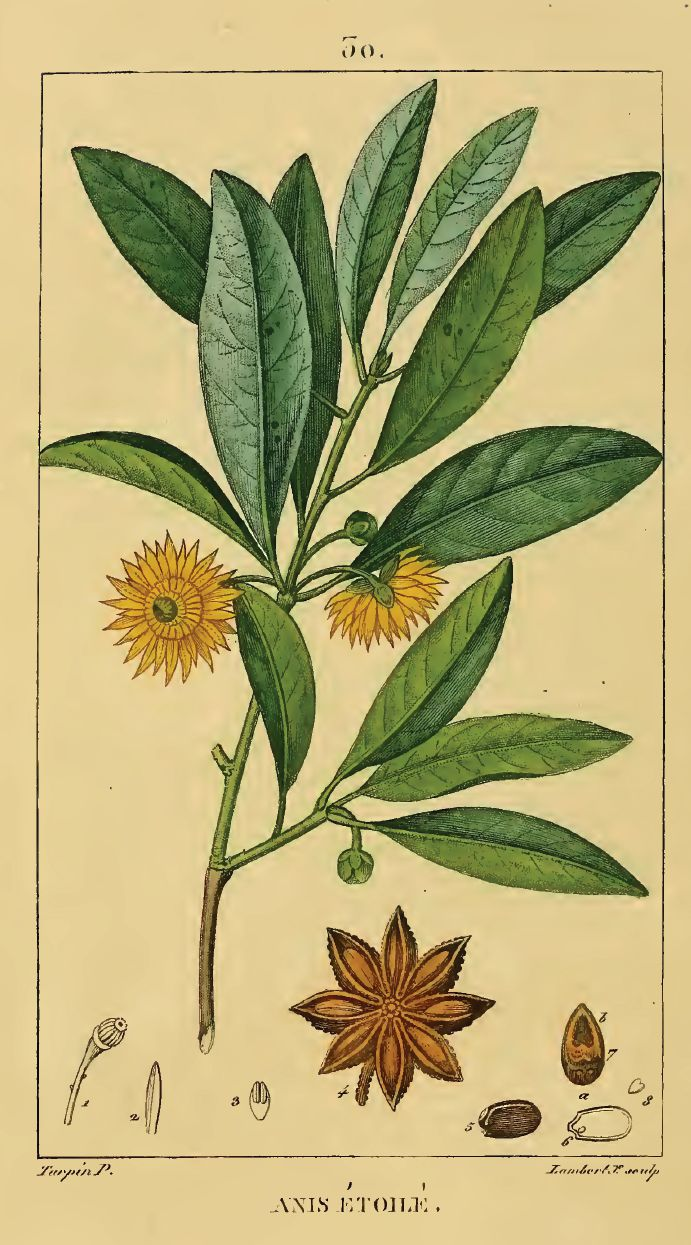
Badyáník pravý na ilustraci z roku 1833

Badyáník pravý (Illicium verum) je stálezelený listnatý strom s jednoduchými listy a světlými žlutozelenými květy, dosahující výšky až 18 m. Plody jsou měchýřky uspořádané do tvaru osmicípé hvězdy. Rostlina poskytuje koření badyán.

## Původ a rozšíření
Původem badyáníku je Čína, Indie, Filipíny a Vietnam. Roste v tropických a subtropických oblastech, mj. v Severní Americe. Do Evropy ho údajně přivezl roku 1588 anglický mořeplavec sir Thomas Cavendish.

## Význam
Zralé plody obsahují esenciální oleje, anethol a látky s antibakteriálními účinky (mj. safrol). Chutí se podobají anýzu; používají se jako koření (badyán), v parfumerii, při výrobě likérů a také v léčitelství proti revmatismu, bolestem zad, dále k léčení nadýmavosti, zažívacích obtíží a křečí. V Asii je výrobci nábytku využíván i pro své dřevo, které má červenou barvu.
Příbuzný je strom badyáník posvátný (Illicium religiosum) rostoucí především v Japonsku. Zde se nazývá sikimi, vyskytuje se často poblíž buddhistických svatyň, jeho plod je však hořký a jedovatý.

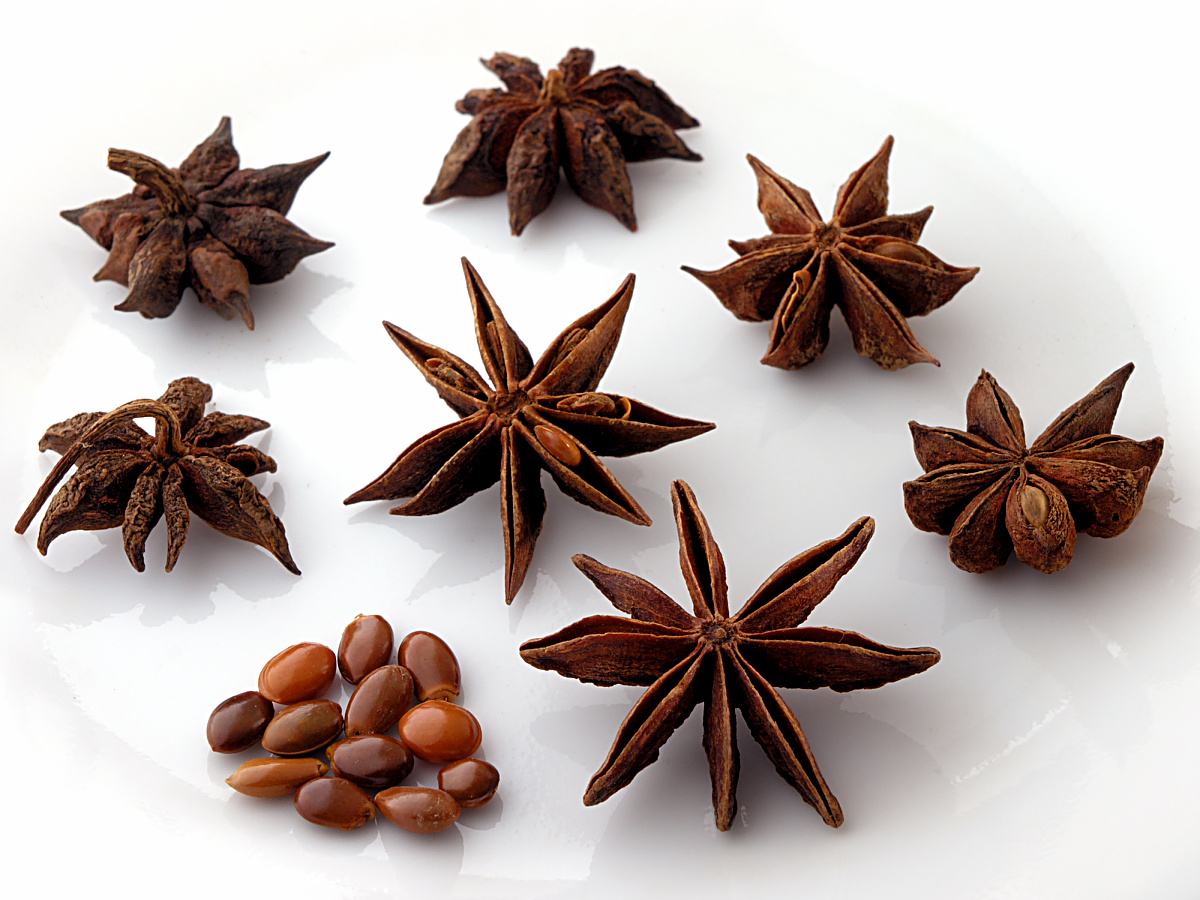
Koření badyán
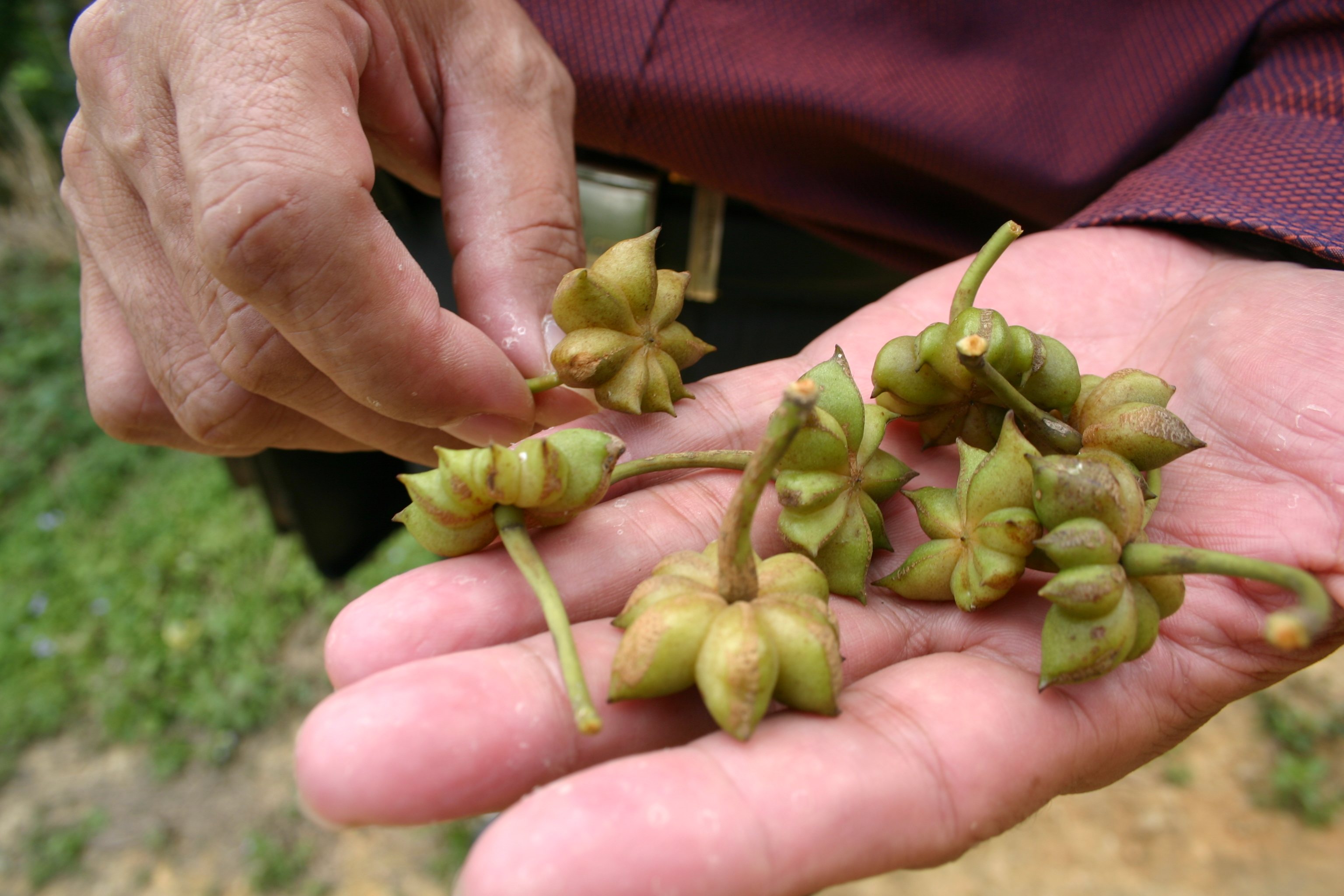
Sklizeň badyánu